# Siesławice
Siesławice – wieś w Polsce, położona w województwie świętokrzyskim, w powiecie buskim, w gminie Busko-Zdrój.
W obszar wsi wchodzą:
| Integralne części wsi Siesławice | Integralne części wsi Siesławice | Integralne części wsi Siesławice |
| SIMC                             | Nazwa                            | Rodzaj                           |
| -------------------------------- | -------------------------------- | -------------------------------- |
| 0232650                          | Kwiatkowa                        | część wsi                        |
| 0232667                          | Skały                            | część wsi                        |
| 0232673                          | Wał                              | część wsi                        |

## Historia
Według Liber beneficiorum Długosza w wieku XV wieś nosiła nazwę Swyeslawycze i była po części własnością Mikołaja Biechowskiego herbu Powała oraz Grzegorza Sowy herbu Drużyna.
W 1783 r. Siesławice były własnością Sołtyków, o czym świadczy zapis w Regestrze Diecezjów, gdzie jako właściciel wymieniony jest Tomasz Sołtyk, kasztelan wiślicki. Na początku XIX w. dziedzicem wsi był zmarły 28.10.1829 r. Piotr Sołtyk, którego monumentalny pomnik nagrobny z zachowaną inskrypcją, tarczą herbową i zwieńczeniem w kształcie obelisku, znajduje się na starym cmentarzu przy kościółku św. Leonarda w Busku-Zdroju.
W 1827 r. Siesławice liczyły 135 mieszkańców i 19 domów.
W latach 1975–1998 miejscowość administracyjnie należała do województwa kieleckiego.

## Edukacja
W Siesławicach funkcjonuje Szkoła Podstawowa im. Kornela Makuszyńskiego, posiada ona własne boisko piłkarskie.

## Komunikacja
Kursują autobusy PKS z Buska-Zdroju. Na terenie wsi znajduje się 4 przystanki autobusowe.
W Siesławicach znajduje się również stacja kolejowa Busko-Zdrój, Kursują tam pociągi pasażerskie realacji Kielce - Busko-Zdrój. Budynek dworca został w 2007 r. zaadaptowany na dyskotekę, ponownie pełni funkcję dworca kolejowego od 2018, po uruchomieniu połączenia ze stacją w Kielcach.